# Rádió Dikh
A Rádió Dikh az ország első és egyetlen elsősorban romáknak, ám nem csak nekik szóló rádióállomása, a Dikh TV testvérrádiója. Elsősorban roma és mulatós zenét sugároz. 2022. január 3-án indult Budapesten és környékén a 100,3 MHz-es frekvencián, amit korábban az egykori Rádió M (1996-1997), a Rádió 1 és az egykori Lánchíd Rádió használt.

## Műsorai
- Roma Folk - Roma zenei műsor
- Süss fel nap! - délelőtti műsor
- Dikh chaje! - női tematikájú napi magazin
- Bódikhívánság Show - élő kívánságműsor
- Roma Szalon - kulturális magazinműsor
- Húzd rá cigány! - kávéházi cigányzenei műsor
- Roma Jazz - Esti Jazzműsor
- Merci B Toplistája - Roma zenei slágerlista
- Anekdota - Beszélgetős műsor

## Munkatársak

### Műsorok és műsorvezetők
- Patai Anna - (korábban: Fekete Kávé)
- Báró - Dikh TOP20 (korábban: Fekete Kávé)
- Kovács Antal Máté - Karaván (korábban: Fekete Kávé)
- Bódi Csaba Junior - Bódikhívánság Show
- Maka Gyula - Anekdota, Süss fel nap!
- Völgyi Zsuzsa - Süss fel nap!

#### Hírszerkesztők
Hírek: A Rádió Dikhen minden nap hallhatóak hírblokkok a nap 24 órájában, az időjárás-jelentést és a közlekedési híreket a Sláger FM-hez hasonlóan azonban a rádió műsorvezetői olvassák fel.
A hírblokkok megegyeznek a Sláger FM-en elhangzottakkal.
- Szendőfi Bori
- Pap Gina Kitti
- Gaál-Tóth András
- Molnár Róbert
- Sas Zsolt
- Ortutay Dóra
- Patai Anna